# Ye
Ye is een veelvoorkomende Chinese achternaam.
In Hongkong wordt het geromaniseerd als Ip of Yip (spreek beide uit als [yiep], NIET als [yip]). In Chinese dialecten in Zuidoost-Azië wordt het soms geromaniseerd in Yee, Ee, Diep, Yeap, Yap en Jap. Ye is een veelvoorkomende achternaam onder de Hakkanezen. De meeste Hakkanezen en Hoklo in de Filipijnen, Maleisië, Singapore en Indonesië hebben hun familienaam 叶 geromaniseerd als Yap.
- Koreaans: 엽/yeop/yŏp/yep
- Vietnamees: Diệp

## Oorsprong
De mensen met achternaam Ye komen oorspronkelijk uit het arrondissement Ye van de stadsprefectuur Pingdingshan, dat in de Chinese provincie Henan ligt.

## Nederland
De Nederlandse Familienamenbank geeft de volgende statistieken weer:
| familienaam | aantal in 1947 | aantal in 2007 |
| ----------- | -------------- | -------------- |
| Ye          | 4              | 435            |
| Yè          | 0              | 12             |
| Yeh         | 13             | 192            |
| Yip         | 1              | 239            |
| Ip          | 2              | 159            |
| Jap         | 4              | 40             |
| Yap         | 10             | 175            |
| Diep        | 0              | 45             |
|             | totaal: 34     | totaal: 1297   |

## Verenigde Staten
In de Verenigde Staten wonen volgens de site How Many of Me 5516 mensen met de familienaam Ye, 7091 mensen met de familienaam Yeh, 6387 mensen met de familienaam Yip, 1892 mensen met de familienaam Ip, 4152 mensen met de familienaam Yap en 5563 mensen met de familienaam Diệp. Het totale aantal van deze cijfers is 30.601

## Bekende personen met de naam Ye of Yip
- Ye, een artiest, voorheen bekend als Kanye West
- Ye Guozhu, Chinese dissident
- Ye Jianying 叶剑英, Chinese generaal
- Michelle Ye, actrice
- Ye Ting 叶挺, Chinese generaal
- Ye Fei, Chinese generaal
- Yap Kwan Seng
- Yap Ah Loy 叶亚来
- Yap Thiam Hien
- Yap Tjwan Bing
- Zheyun Ye, lid van de Chinese gokmaffia
- Stephen Ip 葉澍堃
- Deanie Ip 葉德嫻
- Cecilia Yip 葉童
- Tracy Ip Chui-Chui
- Frances Yip
- Sally Yip Sin-Man/Sally Yeh
- Ye Qiaobo
- Ye Mingchen
- Yip Chi-Ten